# 嘉右衛門の宿
嘉右衛門の宿（かえもんのしゅく）とは、愛知県岡崎市美合町にかつて存在したトラックドライバーのための無料休憩所である。

## 概要
嘉右衛門の宿は1961年（昭和36年）に開設され、1985年（昭和60年）に閉鎖されるまでの24年間、国道1号を走行するトラックドライバーの無料休憩所として利用されていた。

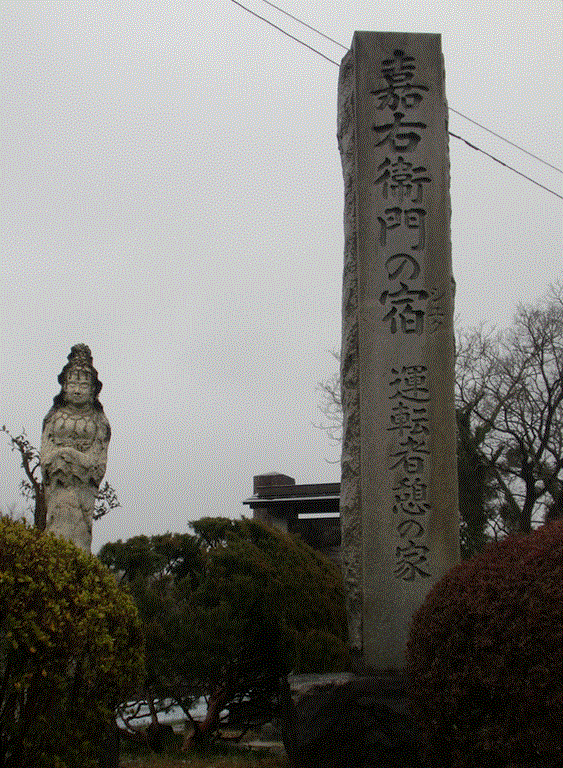

その始まりは、当時美合町に在住していた高井武が、国道1号の交通量増加により発生する交通事故を痛ましく思い、少しでもドライバーの疲労を軽減して、安全と休息を守るようにと願い開設した。とくに国道1号を走るトラックドライバーが無料で仮眠できる「宿」をと思い立ち、岡崎市の有力者たちの協賛を得て、高井自ら私財を投じた。運営は市が行った。
当時の宿の入口には掲示板があり、仮眠時間は夜20時から翌8時までであること、寝具を整理整頓すること、所定の場所以外で喫煙しないこと、などの注意書きがあった。
現在では跡地の駐車場の片隅に「嘉右衛門の宿」の碑と、由来が書かれた碑並びに交通安全祈願の観音像が残されている。また蛍橋付近は岡崎源氏ボタル発生の地でもあり、併せて碑が建てられている。

## 所在地
- 愛知県岡崎市美合町五反田
  - 国道1号「ほたる橋南」交差点（愛知県道48号岡崎刈谷線（竜南メーンロード）起点・岡崎市道美合小美線起点と交わる交差点）から西にすぐ。

## 交通アクセス
- 名鉄名古屋本線「美合駅」下車　名鉄バス「西美合」バス停降車　ここから徒歩約3分。
- 東名高速道路岡崎インターチェンジ　豊橋方面出口から約1.6km　約3分。